# Râul Mangoky
Râul Mangoky este un râu de 564 de kilometri (350 de mile) în Madagascar în regiunile Atsimo-Andrefana și Anosy. Este format din Mananantanana și Matsiatra. Un alt afluent important este râul Zomandao.
Izvorăște din Zonele Muntoase Centrale din Madagascar chiar la est de orașul Fianarantsoa. Râul curge, în general, în direcția vest, în afara zonelor muntoase, traversează prelungirea sudică a Podisului Bemaraha, ajunge în câmpia de coastă și în delta din aceasta și intră în Canalul Mozambic la nord de orașul Morombe la 21°19′00″S 43°32′00″E / 21.316667°S 43.533333°E.
Mangoky, așa cum demonstrează numeroasele bariere de nisip situate în canalul râului. Lacul Ihotry încărcat de nămol, de culoare verzuie, este clar vizibil la sud de râu. Între lac și coastă se află o zonă destul de mare, albicioasă, de nisip, presărată cu iazuri încărcate de mâl. Porțiunea de sud a deltei este dominată de formarea succesivă a barierei de nisip. În schimb, partea de nord, protejată a deltei, este dominată de trecători de maree și mlaștini cu mangrove.

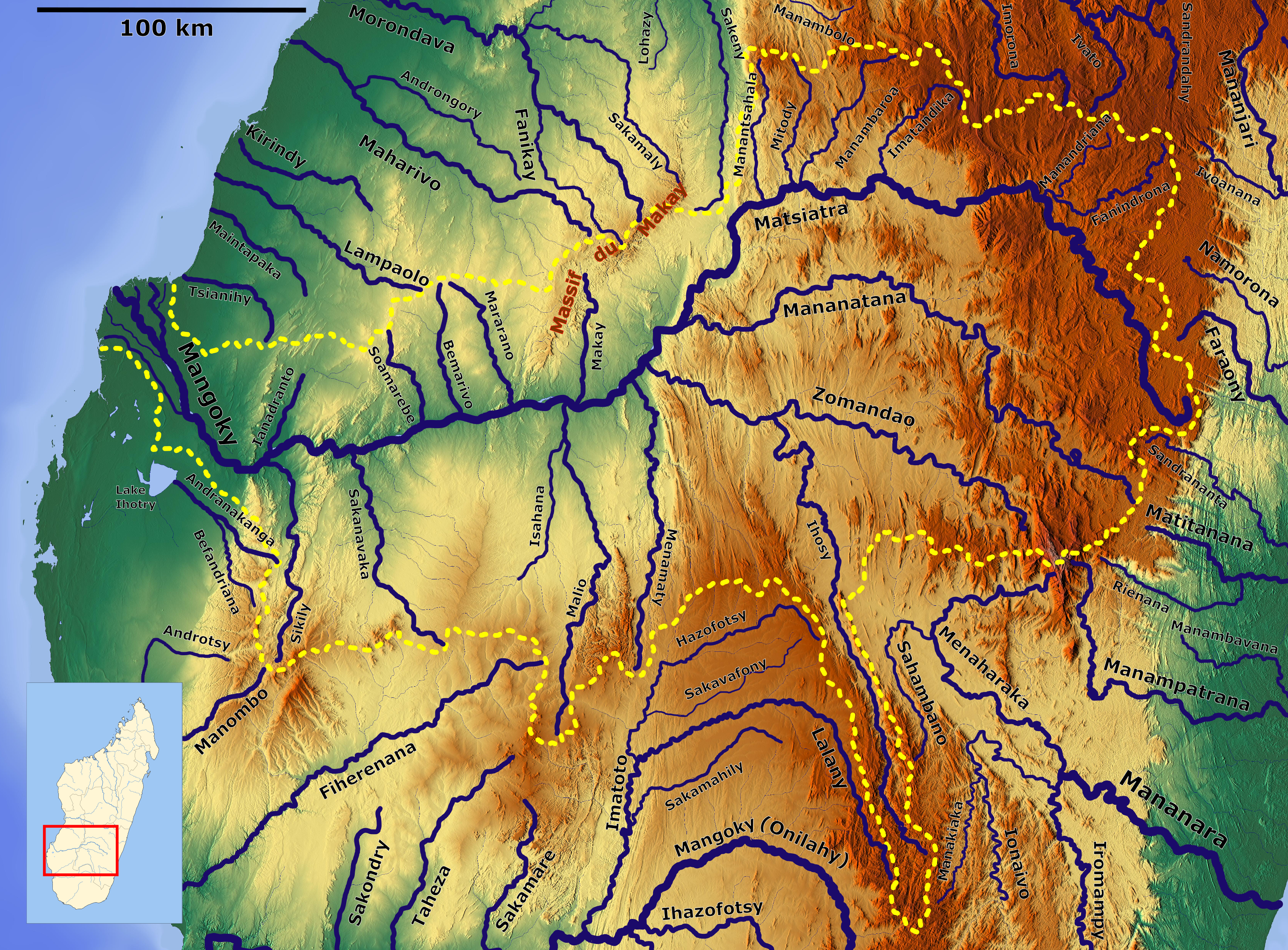
Bazinul Mangoky

## Pod
Lucrările unui pod peste râul Mangoky pe RN 9 vor fi întreprinse în curând. Va fi cel mai lung pod din Madagascar cu 880 m.